# Slag bij Cockpit Point
De Slag bij Cockpit Point vond plaats op 3 januari 1862 in Prince William County, Virginia tijdens de Amerikaanse Burgeroorlog. Deze slag draagt ook de namen Batteries at Evansport, de Slag bij Freestone Point of Slag bij Shipping Point.
Na hun overwinning in de Eerste Slag bij Bull Run hadden de Zuidelijken een verdedigingslinie opgebouwd van Centreville in Virginia, langs de Occoquanrivier naar de Potomac. Ze hadden artillerie opgesteld langs de rivieren om de Noordelijke scheepvaart te blokkeren, Manassas Junction naar het westen en Fredericksburg naar het zuiden te beschermen en Washington D.C. te isoleren. In oktober 1861 hadden de Zuidelijken kanonnen bij Evansport opgesteld. Twee batterijen werden opgesteld bij de oever, de andere meer het binnenland in, één bij de monding van de Chopawamsic Creek, één bij Shipping Point, één bij Freestone Point. Tegen eind december waren er 37 zware kanonnen geïnstalleerd.
Op 25 september 1861 werden de Freestonebatterijen gebombardeerd door de Jacob Bell (onder bevel van Luitenant Edward P. McCrea) en de USS Seminole (1859) (onder leiding van Luitenant Charles S. Norton). Op 1 januari 1862 werden de installaties bij Cockpit Point onder vuur genomen door de Noordelijken.
De Zuidelijke installaties werden op 9 maart 1862 opnieuw onder vuur genomen. Er werd een Noordelijke eenheid aan land gezet die de verlaten batterijen bij Cockpit Point en Evansport vernietigden. De CSS Page werd opgeblazen. De Zuidelijken hadden hun verdedigingslijnen ingekort door posities in te nemen dichter bij Richmond. Ze hadden zonder verliezen de Potomac 5 maanden kunnen afsluiten voor Noordelijk gebruikt. Wat een succes op zich was.